# Boicot a los Juegos Olímpicos de 1984

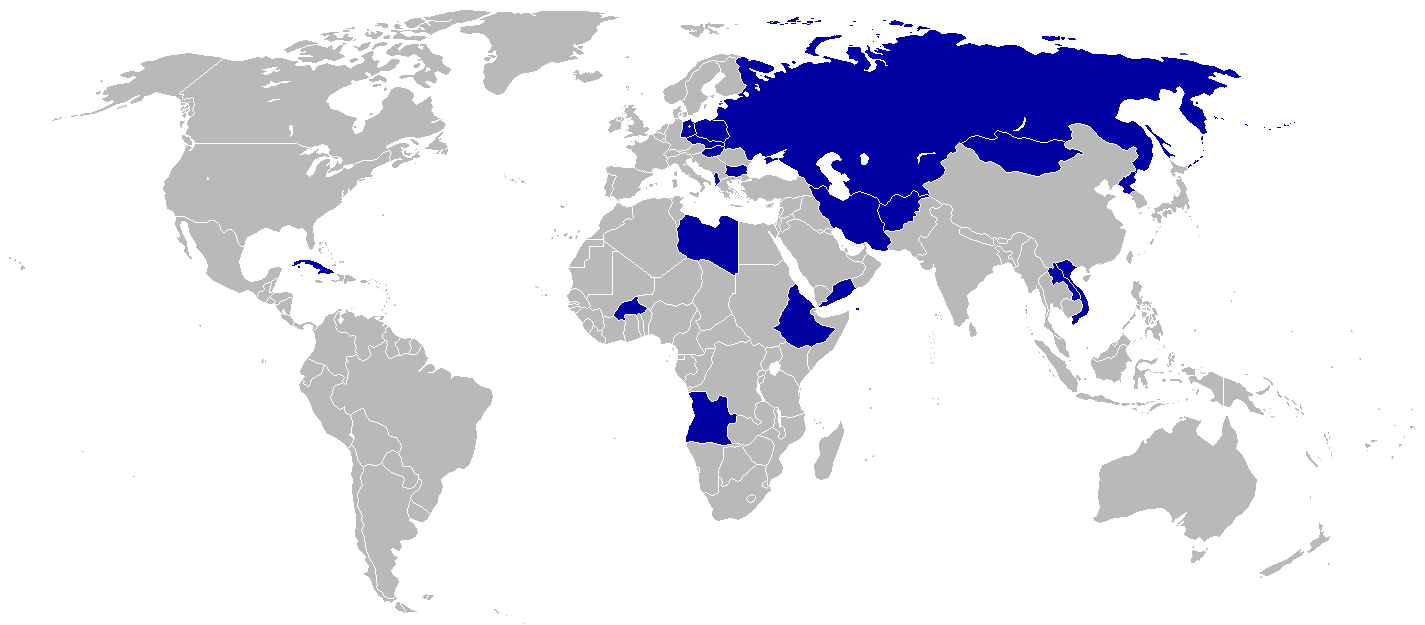
Países que boicotearon los Juegos Olímpicos de Los Ángeles.

El boicot a los Juegos Olímpicos de 1984 tuvo lugar en respuesta al boicot estadounidense a los Juegos de 1980 en Moscú. Involucró a 15 países (la mayoría de ellos, miembros o aliados del bloque del Este), liderados por la Unión Soviética, que inició el boicot el 8 de mayo de 1984. Los países involucrados en el boicot organizaron unas «contraolimpiadas» llamadas Juegos de la Amistad.

## Anuncio del boicot
La Unión Soviética anunció sus intenciones e boicotear los Juegos Olímpicos de 1984 el 8 de mayo de 1984 (el mismo día del inicio del viaje de la llama olímpica a Estados Unidos en Nueva York) argumentando preocupaciones de seguridad y «sentimientos chovinistas y una histeria antisoviética siendo impulsados en Estados Unidos». Sin embargo, la mayoría de los medios mundiales interpretó el boicot soviético como una represalia al boicot de Estados Unidos a los Juegos Olímpicos de 1980 en Moscú. Los medios soviéticos, por su parte, aseguraban que el Gobierno soviético había tomado la decisión como una medida de seguridad para proteger a sus propios deportistas, diciendo que «los EE. UU. no ofrecen las garantías necesarias para la seguridad de los atletas, el respeto a los derechos y la dignidad humana, ni las condiciones normales para la celebración de la Olimpiada; por lo que en tales circunstancias la participación soviética en los Juegos es imposible».
Entre aquellos que estaban de acuerdo con la «hipótesis de la venganza» estaba Peter Ueberroth, presidente del comité organizador, quien expresó sus puntos de vista en una conferencia de prensa luego del anuncio del boicot. El presidente estadounidense Ronald Reagan creía que los soviéticos tenían miedo de que algunos de sus deportistas pudieran desertar. Así mismo, la administración Reagan accedió a cumplir las demandas soviéticas a cambio de la participación soviética en los juegos de Los Ángeles, marcando un cambio en la política exterior de la administración Reagan.
Después del anuncio soviético, otros 14 países se unieron al boicot, en el siguiente orden cronológico:
- 10 de mayo: Bulgaria y Alemania Oriental[8]
- 11 de mayo: Mongolia y Vietnam[9]
- 13 de mayo: Laos y Checoslovaquia[10]
- 14 de mayo: Afganistán
- 16 de mayo: Hungría (argumentando que sus deportistas estarían en peligro si pasaban tiempo en Los Ángeles)[11]
- 17 de mayo: Polonia (argumentando que Estados Unidos estaba inmerso en una «campaña destinada a perturbar los juegos»)[12]
- 24 de mayo: Cuba (llamando la atención de los medios estadounidenses debido a que su decisión representaba un «serio golpe para el boxeo y el béisbol»)[13][14]
- 26 de mayo: Yemen del Sur
- 1 de junio: Etiopía
- 3 de junio: Corea del Norte[15]
- 27 de junio: Angola[16]

Irán había decidido previamente boicotear las Olimpiadas de 1984 debido a «la interferencia de Estados Unidos en el Medio Oriente, su apoyo al régimen que ocupa Jerusalén, y los crímenes que están siendo cometidos por Estados Unidos en Latinoamérica, especialmente en El Salvador». Bajo el gobierno revolucionario de Thomas Sankara, la Alto Volta (llamada Burkina Faso el 2 de agosto de 1984) decidió boicotear los Juegos como respuesta al apoyo de Estados Unidos a Sudáfrica, que en ese momento estaba aplicando políticas de apartheid, y planeaba involucrar a Sudáfrica en la Juegos Olímpicos de Verano de 1984 y el equipo de rugby de Inglaterra visita Sudáfrica para un partido amistoso. Libia también decidió boicotear los Olímpicos luego de que se le negara la entrada al país a periodistas libios, junto con la prohibición de exportaciones estadounidenses a Libia (adoptada en 1983) y una renovación de restricciones de viaje a Libia para ciudadanos de Estados Unidos.
Los países que boicotearon los juegos fueron: Afganistán, Albania, Alemania Oriental, Angola, Bulgaria, Burkina Faso, Checoslovaquia, Corea del Norte, Cuba, Etiopía, Hungría, Irán, Laos, Libia, Mongolia, Polonia, Unión Soviética, Vietnam y Yemen del Sur.
Albania, Burkina Faso, Irán y Libia boicotearon los juegos por razones políticas, sin formar parte del boicot soviético.
Varios de los países involucrados en el boicot organizaron unas «contraolimpiadas» llamadas Juegos de la Amistad. A dichos juegos acudieron 49 países, entre los cuales se encontraban todos los del bloque soviético y varios de los países participantes en Los Ángeles.

## En la cultura popular
En un episodio de la cuarta temporada de la serie animada estadounidense Los Simpsons (La primera palabra de Lisa / La primera palabra de Maggie) Krusty Burger es mostrado en una promoción donde los personajes obtienen comida gratis si reciben una tira de papel que muestra un evento ganado por Estados Unidos. La promoción fue amañada de modo que cada tira mostrara un evento en el que «los comunistas nunca pierden». Sin embargo, se difunde la noticia del boicot y el plan fracasa. Krusty Burger perdió mucho dinero con la promoción (aproximadamente 40 millones de dólares), hasta el grado de que Krusty públicamente dijo que escupiría personalmente en cada quincuagésima hamburguesa.
Esta promoción hizo referencia a una promoción real de McDonald's alusiva a las Olimpiadas. Se llamaba «If the US Wins, You Win!» (¡Si Estados Unidos gana, tú ganas!) y consistía en una tarjeta raspa y gana la cual, al ser raspada, revelaba un evento Olímpico. Si Estados Unidos ganaba oro en ese evento, el cliente ganaría una hamburguesa Big Mac. Para medalla de plata, el premio era Patatas fritas y para la medalla de bronce el premio era un vaso de Coca-Cola. La mayoría de las tarjetas tenían pruebas que eran ganadas por atletas de países comunistas. Pero debido al boicot, las tarjetas marcadas a favor de los soviéticos y sus aliados tuvieron a deportistas estadounidenses como ganadores, haciendo que McDonald's tuviera que recompensar a un amplio número de tarjetas premiadas.